# Frank Abagnale
Frank William Abagnale mladší (* 27. dubna 1948, Bronx, New York, New York, USA) je americký bezpečnostní konzultant. V 60. letech 20. století byl známým podvodníkem, který se po dobu 5 let zabýval hlavně falšováním šeků a dalšími finančními podvody (a s tím souvisejícími změnami identity). Je považován za jednoho z největších podvodníků 20. století v tomto oboru. O svém působení napsal autobiografii Catch Me If You Can, podle které byl v roce 2002 natočen film Chyť mě, když to dokážeš. Během své pozdější legální kariéry vyvinul řadu bezpečnostních prvků na šecích a bankovkách. V současné době řídí společnost Abagnale and Associates zabývající se poradenstvím v oblasti prevence a odhalování finančních podvodů.

## Životopis
V roce 1964, ve svých šestnácti letech, po rozchodu svých rodičů utekl do New Yorku, kde se stal známým jako „Big Nale“, později zkráceně „Big“. Rozhodl se využít svého dospělého vzhledu a změnil si řidičský průkaz tak, aby to vypadalo, že je o deset let starší, a získal tak práci, kterou chtěl.

### Bankovní podvody
Jeho prvním podvodem bylo vypisování šeků na jeho vlastní přečerpaný bankovní účet, což zjistil, že bylo možné, když byl okolnostmi donucen vypsat šeky na více peněz než měl na účtu. Toto však mohlo fungovat pouze dočasně, než na to banka přišla, a tak si otevřel další účty u jiných bank a nakonec si začal vytvářet různé identity, pod kterými vystupoval. Časem vymyslel spoustu způsobů, jak podvést banky, jako například tisk svých vlastních skoro dokonalých kopií šeků a způsoby, jak je nechat proplatit u bank. Jedním z jeho proslulých triků byl založen na vytištění svého čísla účtu na prázdné složenky a jejich vložení do hromádky předtištěných složenek v bance; tímto způsobem vydělal přes 40 tisíc dolarů, než na to banky přišly.

### Pilot
Dva roky se vydával za pilota letecké společnosti Pan Am pod jménem „Frank Williams“ a cestoval tak zdarma po celém světě jako tzv. mrtvá duše na pravidelných leteckých linkách (piloti se mohli zdarma přepravovat do různých měst po celém světě jako zdvořilost od jiných aerolinií, když jim jejich společnost dala na poslední chvíli vědět, že budou muset letět s letadlem). Udělal si falešnou identifikační kartu společnosti Pan Am z modelového vzorku a také zfalšoval certifikát pilota FAA. Uniformu pilota si opatřil tak, že předstíral, že je skutečný pilot, který svou uniformu ztratil.

### Lékař
Později vystupoval jako dětský lékař v nemocnici ve státě Georgie pod jménem „Frank Conners“. Poté, co se stal přítelem skutečného doktora, dostal jako laskavost dočasně místo v nemocnici do doby, než si na toto místo najdou někoho jiného. Jako lékařský laik byl z práce málem vyhozen poté, co téměř nechal zemřít přidušené dítě (nechápal, co to znamená, když mu sestřička řekla, že tam je „cyanotické dítě“). Byl schopen předstírat, že je lékař díky tomu, že během svých nočních směn nechal za sebe většinu úkolů (jako např. sádrování zlomenin) dělat studenty, kteří byli v nemocnici na povinné praxi. Po 11 měsících si za něj nemocnice našla náhradu a on odešel.

### Advokát
Také si vytvořil falešný diplom Harvardovy univerzity, složil advokátní zkoušku a dostal práci v kanceláři státního prokurátora v Louisianě. Prohlašoval, že udělal advokátskou zkoušku legitimně, protože „Louisiana v té době dovolovala jít na zkoušku tolikrát, kolikrát student potřeboval. Byla to záležitost vyloučení toho, co měl předtím špatně“. Podařilo se mu zkoušku udělat na třetí pokus. Ve svém životopise popisuje tuto práci jako „kluk pro všechno“, který pouze nosí svému šéfovi kafe. Avšak ve stejné kanceláři pracoval také skutečný harvardský absolvent a on odtud raději odešel, aby se chránil.

### Skóre
Během pěti let pracoval pod osmi identitami (i když jich měl mnohem víc na proplácení šeků) a podal falešné šeky v hodnotě přes 2,5 miliónu amerických dolarů v 26 zemích světa. Peníze byly použity na přípravu dalších podvodů a hlavně na jeho drahý životní styl, kdy chodil na rande s letuškami, jedl v luxusních restauracích, kupoval si drahé oblečení apod.

### Zatčení a věznění
Nakonec byl zatčen ve Francii v roce 1969, když jeho obličej poznala obsluha na letišti. Jakmile ho francouzská policie dopadla, všech 26 zemí, ve kterých páchal podvody, ho chtělo vydat. Nejprve si odpykal trest šest měsíců v neblaze proslulé francouzské věznici v Perpignanu, kde málem zemřel.
Poté byl vydán do Švédska, kde si odseděl jeden rok ve věznici v Malmö za padělání. Později byl deportován do Spojených států, aby se předešlo dalšímu vydávání do cizích států. Tam byl odsouzen na 12 let vězení ve federální věznici za mnohonásobné podvody a padělání.

### Legální práce
V roce 1974 byl propuštěn na podmínku, že bude bezplatně pomáhat americkým federálním úřadům v boji proti podvodníkům a padělatelům. Pro obživu zkusil několik prací, jako kuchař, prodavač a promítač. Žádná ho ovšem příliš neuspokojovala, a navíc býval propuštěn, jakmile vyšla najevo jeho kriminální minulost. Tak oslovil s nabídkou jednu banku, vysvětlil co byl zač, a nabídl jí přednášku pro zaměstnance a ukázky různých triků, které podvodníci používají k oklamání bank. Abagnale jim navrhl, že pokud neshledají jeho přednášku zajímavou, nemusí mu za ni dát nic; v opačném případě mu zaplatí 500 dolarů a rozšíří jeho jméno do dalších bank. Přirozeně je přednáška zaujala a on začal nový legitimní život jako konzultant.
Později založil společnost Abagnale & Associates, která upozorňuje obchodní svět na podvodníky a jejich metody a organizuje školící turné. Abagnale je nyní multimilionář.

## Knihy
V roce 2002 napsal The Art of the Steal (česky vydáno pod názvem Umění krást). V kapitolách probírá časté podvody a způsoby, jakými se proti nim bránit. Také mluví o zlodějích identit a nástupu internetové kriminality.
- Catch Me If You Can, 2000. ISBN 0-7679-0538-5
- The Art of the Steal, Broadway Books, 2001. ISBN 0-7679-0683-7
- Real U Guide To Identity Theft

Za tyto tři knihy utržil přes 20 milionů dolarů.